# Morfología foliar

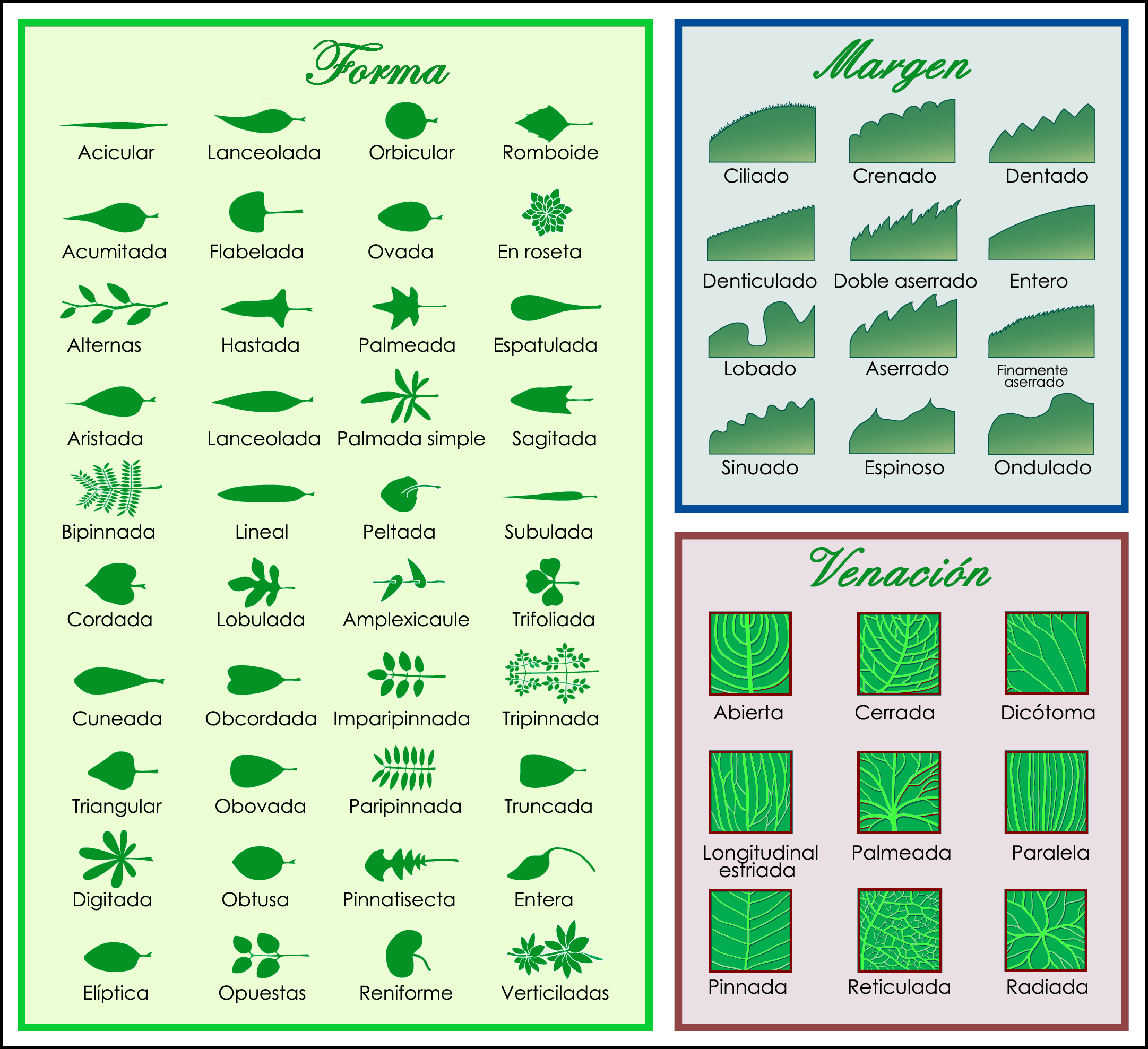
Tipos de hojas.

La morfología foliar describe las diferentes formas de clasificar las hojas de las plantas. 
En primer lugar, se diferencia la:
- Hoja simple, aquella que solo tiene una hoja.
- Hoja compuesta, aquella que tiene dos o más hojuelas.

## Tipos de hojas de acuerdo a la forma de su limbo
Las formas típicas de hojas simples de las plantas vasculares son: 
- Hoja acicular. Es la hoja linear, puntiaguda y por lo común, persistente, como las del pino (en la imagen, letra b).
- Hoja aovada. La que siendo aguzada por el ápice guarda en el resto la figura del contorno de un huevo.
- Hoja aserrada. Aquella cuyo borde tiene dientes inclinados hacia su punta, como las de la violeta (en la imagen, letra n).
- Hoja cuneiforme. Aquella con forma de 'pico de pato', como las de algunas especies del género Pittosporum como el P. tobira.
- Hoja dentada. Aquella cuyos bordes están festoneados de puntas rectas como la del castaño común.
- Hoja digitada. La compuesta cuyas hojuelas nacen del peciolo común separándose como los dedos de la mano abierta, como las del castaño de Indias.
- Hoja discolora. Aquella cuyas dos caras son de color diferente.
- Hoja entera. La que no tiene ningún seno ni escotadura en sus bordes como la de la adelfa.Hoja enterísima (madreselva) en disposición opuesta (filotaxis).

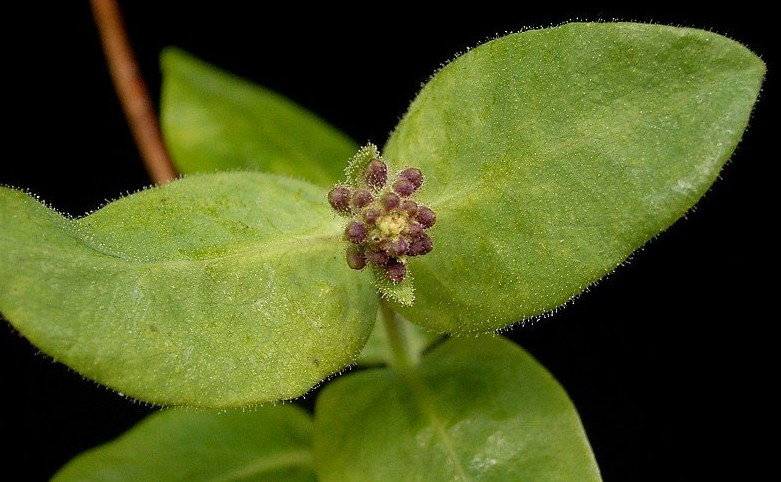
Hoja enterísima (madreselva) en disposición opuesta (filotaxis).

- Hoja enterísima. La que tiene su margen sin dientes, desigualdad ni festón como las de la madreselva.
- Hoja envainadora. La que envuelve el tallo como las del trigo.
- Hoja escotada. La que tiene en la punta una escotadura más o menos grande y angulosa como la del espantalobos.
- Hoja escurrida. La sentada cuya base corre o se extiende a ambos lados por el tallo como la del girasol.
- Hoja lanceada o lanceolada. La de figura de hierro de lanza como la del aligustre.
- Hoja nerviosa. La que tiene unas rayas de arriba abajo sin dividirse en otros ramillos com las del llantén.
- Hoja perfoliada. La que por su base y nacimiento rodea enteramente el tallo pero sin formar tubo.
- Hoja radical. La que nace de la raíz como la de la mandrágora.
- Hoja trasovada. La aovada más ancha por la punta que por la base como las del espino.
- Hoja venosa. La que tiene vasillos sobresalientes de su superficie que se extienden con sus ramificaciones desde el nervio hasta los bordes como las del ciclamor.
- Hoja verticilada. La que nace con otras muchas alrededor del eje a una misma altura.[1]

## Tipos de ápices foliares

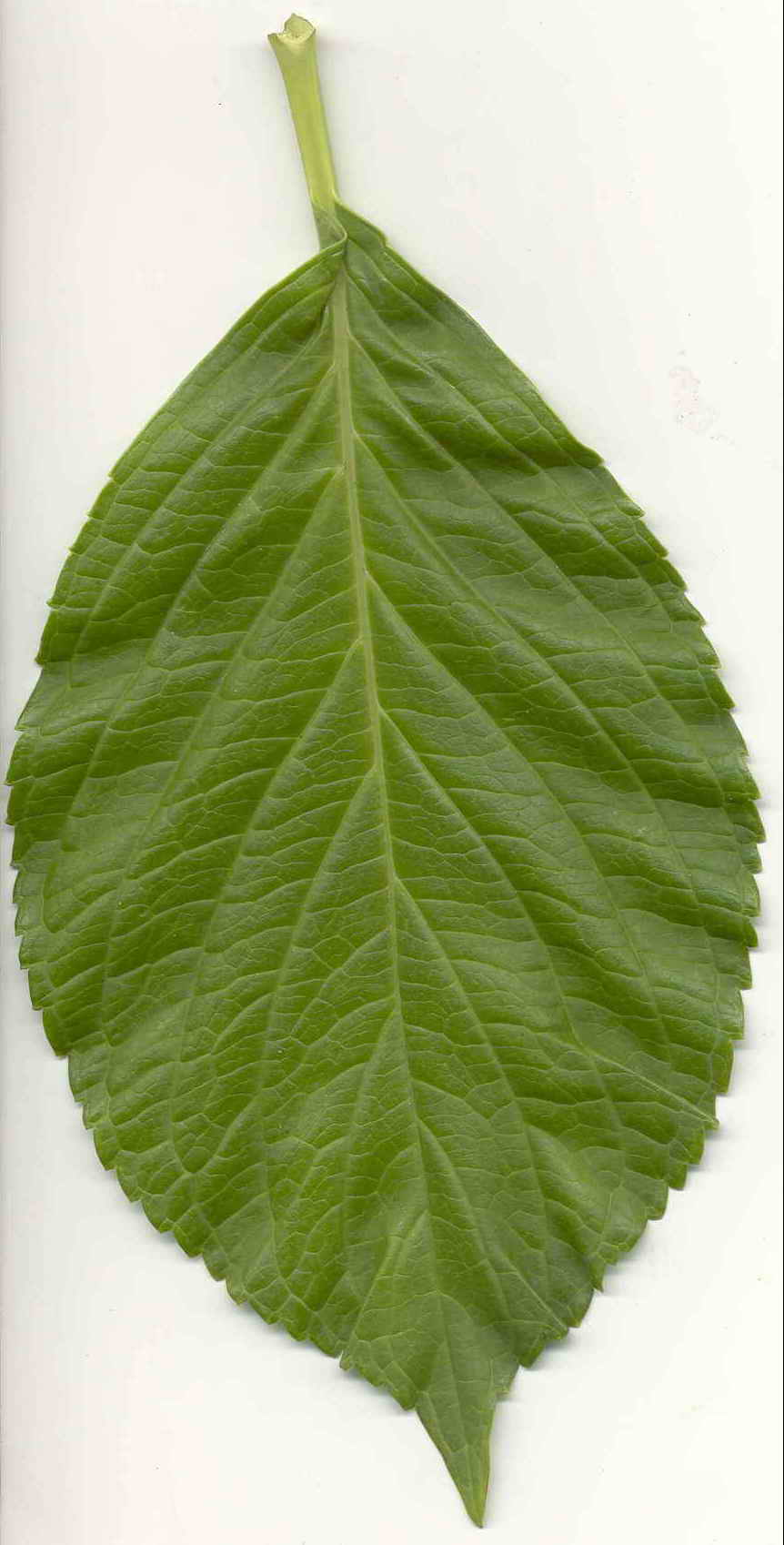
Hoja de hortensia con ápice acuminado

Los ápices foliares pueden ser:
- Agudo.
- Subagudo.
- Obtuso.
- Redondeado.
- Cuspídeo.
- Acuminado.
- Mucronado.
- Aristado.
- Retuso.
- Emarginado.
- subobtuso.

## Tipos de hojas de acuerdo a sus bases
Las bases foliares pueden ser:
- Cordada.
- Cuneiforme.
- Redondeada.
- Truncada.[2]

## Tipos de hojas compuestas
Las hojas compuestas pueden ser  «trifoliadas», cuando está formada por tres folíolos o pinnadas cuando son más de tres. A su vez, estas últimas pueden ser «imparipinnada», cuando presenta un folíolo terminal, o «paripinnada», cuando no lo presenta. Las hojas bipinnadas, finalmente, son aquellas en las que cada folíolo, a su vez, es pinnado.

## Tipos de vernación
Vernación o prefoliación es la disposición de los primordios foliares dentro de la yema antes de producirse la apertura de la misma y el desarrollo completo de la hoja. Se distinguen los siguientes tipos:
- circinada: el primordio se arrolla transversalmente de ápice a base, como un matasuegras; un buen ejemplo lo proporcionan las frondes de los helechos;
- conduplicada: el primordio se dobla a lo largo de su nervio medio; es el tipo de vernación más usual;
- convoluta: el primordio se arrolla longitudinalmente como un tubo, solapando uno de sus bordes el otro (es un caso de imbricación); es muy típico de las hojas de las gramíneas;
- corrugada: el primordio presenta pliegues irregulares, en todas direcciones; es característica de los pétalos de Papaver y Cistus, entre otros;
- involuta: el primordio queda plano, pero sus bordes se curvan, arrollándose longitudinalmente en mayor o menor grado, hacia la haz; se presenta, p. ej., en las hojas de Populus, Viola, etc.; es lo contrario de revoluta;
- plana: el primordio no presenta ningún tipo de pliegue o curvatura;
- plegada: el primordio se pliega a lo largo de todos los nervios principales, como un abanico cerrado;
- reclinada: el primordio se pliega de través, de manera que el ápice se acerca o toca la base; no es muy frecuente, se conoce en las hojas de Aconitum y Liriodendron;
- revoluta: el primordio queda plano, pero sus bordes se curvan, arrollándose longitudinalmente en mayor o menor grado, hacia el envés; se presenta, p. ej., en la adelfa (Nerium), entre otras; es lo contrario de involuta;
- supervoluta: el primordio es convoluto, pero la imbricación es fuertemente espiral.

Se presentan tres tipos principales de disposiciones relativas de los primordios:
- abierta: los bordes de los primordios no llegan a tocarse;
- valvar: los bordes de los primordios son contiguos sin llegar a sobreponerse; usualmente los primordios son planos, pero se puede utilizar el término induplicada si cada primordio es involuto o incluso  conduplicado, o bien el término reduplicada si cada primordio es moderadamente revoluto;
- imbricada: los bordes de los primordios se montan unos sobre otros. En este caso, el más complejo, se distinguen diferentes subtipos:

- coclear:  uno de los primordios es más grande y envuelve completamente a los demás; se dice que es vexilar o descendente (en el caso de la estivación, sobre todo) si el primordio mayor es el más adaxial o posterior (vexilo o estandarte), y se llama carinal o ascendente si el primordio mayor es el más abaxial o anterior (carena o quilla);
- contorta o retorcida: cada primordio tiene un borde montado sobre el borde del inmediato y su otro borde queda montado por el anterior, dando la impresión de estar retorcidos, como, p. ej. en Convolvulus; si visto desde fuera, los bordes montan en el sentido antihorario, se denomina levocontorta, y, si en sentido horario, dextrocontorta;
- equitante: los primordios externos rodean completamente a los internos, opuestos, siendo todos conduplicados;
- imbricada o empizarrada: aplicada sobre todo a la estivación pentámera, un primordio es totalmente externo (sus dos bordes montan), uno es totalmente interno (sus dos bordes son montados) y los otros 3 intermedios;
- quincuncial o espiralada: aplicada sobre todo a la estivación pentámera, dos primordios son totalmente externos (sus dos bordes montan), dos totalmente internos (sus dos bordes son montados), y el restante intermedio;
- semiequitante u obvoluta: los primordios conduplicados envuelven sólo el semilimbo del primordio que le sigue.

## Nerviación

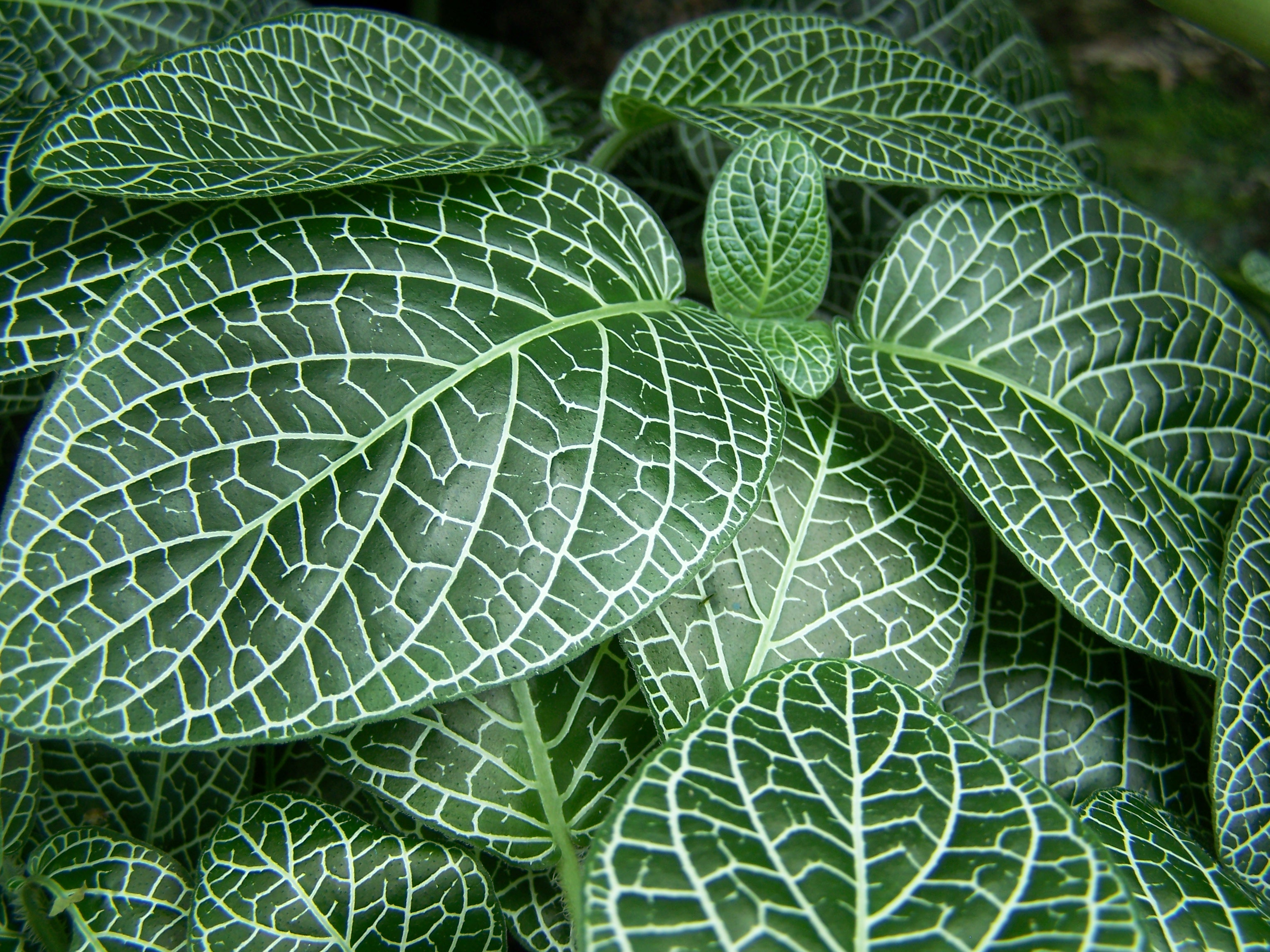
Nervaduras en una hoja de Fittonia.

Según la disposición de las nervaduras se distinguen distintos tipos de hojas:
- reticulada o plumosa, en la que los nervios principales se ramifican en una multitud de nervículos; las hojas nervadas reticuladamente son típicas de las Magnoliopsida, y se dividen a su vez en
  -     - de nervadura pennada (o pinnatinervias), en las que hay una nervadura principal central, y una red delgada de nervaduras secundarias que nacen de ésta; un ejemplo de nervadura pennada es el de las hojas del manzano (Malus domestica);
    - de nervadura palmada (o palmatinervias), con más de un nervio principal que nace de la base foliar, junto a la inserción del pecíolo, radiando hacia los márgenes; un ejemplo de nervadura palmada es el de las hojas del arce (Acer spp.);
    - trinervias, con tres nervios principales que nacen de la base de la lámina foliar; un ejemplo es el de las hojas de Ceanothus spp.;
- paralela, en la que los nervios principales corren paralelos entre sí a lo largo de la hoja, desde el extremo basal hasta el distas, unidas a veces por nervículos conmisurales; las hojas nervadas paralelamente son típicas de las Liliopsida;
- dicotómica, en la que no hay haces vasculares principales, sino una retícula de nervículos que se dividen binariamente a intervalos regulares; las hojas de nervación dicotómica se encuentran en el Ginkgo biloba y algunos helechos.